# Kimiko Itō
Kimiko Itō (jap. 伊藤 君子, Itō Kimiko, auch: Kimiko Itoh; * 11. Juli 1946 auf Shōdoshima, Präfektur Kagawa) ist eine japanische Jazzsängerin.

## Leben und Wirken
Kimiko Itō studierte zunächst Malerei an der Kunsthochschule Musashino, danach bei Yasushi Sawada. Sie begann ihre Karriere als Sängerin in den 1980er-Jahren und arbeitete u. a. mit Terumasa Hino und Makoto Ozone. Sie arbeitete sowohl in New York als auch in Tokio und trat 1997 im Duo mit Makoto Ozone auf dem Montreux Jazz Festival auf; der Mitschnitt erschien als Album. Das japanische Swing Journal zeichnete sie 2000 als beste Sängerin Japans aus. Itō trat 2012 mit Aki Takase und Nobuyoshi Ino im Rahmen der Pariser Ausstellung Jazz en Japon auf.

## Diskographische Hinweise
- Birdland (Teichiku, 1982)
- Songs For You (Teichiku, 1983)
- The Way We Were (Teichiku, 1983)
- A Touch of Love (Epic Sony, 1986)
- For Lovers Only (Epic Sony, 1986)
- Follow Me (Epic Sony, 1988), mit Warren Bernhardt, Richard Tee, Eddie Gomez, Charles McCracken
- A Jazzy Wonderland (Columbia, 1990)
- A Natural Woman (Epic Sony, 1990)
- The Best of Kimiko Itoh (Epic Sony, 1991)
- Here I Am (VideoArts Music, 1992)
- Standards My Way (VideoArts Music, 1993)
- An Evening With Kimiko Itoh (VideoArts Music, 1994)
- Sophisticated Lady (VideoArts Music, 1995), mit Eddie Gomez, Steve Gadd, John Tropea, Michael Brecker
- the Montreux Festival (VideoArts Music, 1997), mit Makoto Ozone
- Kimiko (VideoArts Music, 2000)
- Once You've Been In Love (VideoArts Music, 2004)
- Best of Best: Selected by Kiyoshi Itoh (VideoArts Music, 2007)
- Jazzdaga? Jazzdaja! (VideoArts Music, 2009), mit Kappei Ina (Gesang)[2]
- MakkanaOhirune (まっかなおひるね), mit Aki Takase (Piano), Nobuyoshi Ino (Bass)[3][4][5]

Follow Me, ein Cover des zweiten Satzes von Joaquín Rodrigos Concierto de Aranjuez, erschien 2004 anlässlich seiner Verwendung als Hauptthema von Mamoru Oshiis Film Ghost in the Shell 2: Innocence in einer Maxi-Single-Fassung bei VideoArt Music, die Platz 63 der japanischen Single-Charts erreichte und dort für 7 Wochen verblieb.